# Száz év magány
A Száz év magány (eredeti címén: Cien años de soledad) Gabriel García Márquez kolumbiai író 1967-ben kiadott nagy sikerű regénye. A regény a mágikus realizmus stílusának egyik kiemelkedő alkotása, világirodalmi remekműként tartják számon. Megjelenése óta 46 nyelven, összesen több mint 50 millió példányban adták ki világszerte. A regényt García Márquez legfontosabb alkotásának tartják, és mind a spanyol nyelvű irodalom, mind a világirodalom fontos részét képezi.

## Cselekmény
Az ősvadon mélyén megbúvó kicsiny falu, Macondo és a Buendíák története akkor kezdődik, amikor később a kivégzőosztag előtt áll Aureliano B. ezredesnek eszébe jut az a régi délután, amelyen az apja elvitte jégnézőbe. Akkoriban Macondo alig 20 házból állt, és annyira új volt a világ, hogy sok dolognak még nevet sem adtak. Az idő múlását csak a nagy ritkán a faluba érkező cigánycsapat látogatásai érzékeltették. Vezetőjük, Melchiades minden évben a tudomány új csodáival kápráztatta el Macondót. Az ezredes apját, José Arcadio Buendia-t rabul ejtették a mágnesrudak, a látcsövek, a térképek, asztrolábiumok és az alkimista vegykonyha felszerelései. Annyira belefeledkezett a találmányokba, hogy elveszítette valóságérzetét. Akkoriban ő volt Macondo valamiféle szellemi vezetője; ő osztotta fel a földeket, ő jelölte ki a házak helyét, mint ahogy évekkel korábban az ő szavára indult el egy csapat férfi és asszony, hogy megkeresse a tengert.
José Arcadio Buendia-t nem csak a kalandvágy hajtotta, hanem a családjára kiszabott végzet is. Feleségének, Úrsula Iguaránnak a dédszülei az angol kalóz, Francis Drake támadásai elől menekültek el valamikor Riohacha városából arra a vidékre, ahol a szépapa, José Arcadio Buendía élt. Ettől fogva a két család élete összefonódott egymással, nem csak a közös vállalkozások fűzték össze őket, hanem az első- és másod-unokatestvérek között kialakuló szerelmi és testi kapcsolatok bonyolult szövedéke is. A családban gyakran előforduló közeli házasságok (vérfertőzés), és az ennek következtében születő malacfarkú utódtól való félelem volt az oka annak is, hogy Úrsula házasságkötésük után jó ideig nem engedte közel magához José Arcadiót. Az ezen gúnyolódó Prudencio Aguilarnak az életével kellett fizetnie. A megölt Prudencio éjjelente visszajárt és nem hagyott nyugtot a házaspárnak – ekkor határozták el, hogy útra kelnek, és elvándorolnak a tengerhez.
Az út 26 hónapig tartott, ezalatt született meg José Arcadio. Végül nem találták meg a tengert. A kimerítő út után egy folyócska mellett úgy döntöttek, hogy megállnak és megalapítják Macondót.
A félelem hiábavaló volt, sem José Arcadiónak, sem az utána megszülető Aurelianónak és Amaranthának nem volt malacfarka. Úrsulának olykor-olykor olyan érzése volt, hogy az idő körben jár: fiaiban, akárcsak a korábbi nemzedékek tagjaiban is beteljesül az apáról fiúra szálló nevek végzete. A kamasz José Arcadiót, a falucska „özvegyasszonya” Pilar Ternera vezette be a szerelembe, de a fiú, amint megtudta, hogy a nő gyermeket vár tőle, megszökött a faluba érkező cigányokkal. A fia keresésére induló Úrsulának évekre nyoma vész: Aurelianót, Amaranthát és Pilar Ternera fiát, akit ugyancsak Arcadio névre kereszteltek, egy Visitación nevű indián lány neveli, aki öccsével együtt a törzsüket pusztító álmatlanság elől menekült Macondóba. Egy napon bőrkereskedők érkeznek a faluba, akik magukkal hozzák egy titokzatos, ismeretlen rokonok kezétől származó levél kíséretében Rebecát, aki egy ládában hozza szülei csontvázát, csak földet és lekapart meszet hajlandó enni, éjszakánként pedig világító szemekkel bámul a sötétbe. A rejtélyes kislány – bár Úrsula időközben kigyógyítja a földevés szokásából – a faluba hozza az álmatlanságot. Eleinte mindenki örül annak, hogy nem kell aludniuk, azonban egy idő után elkezdenek jelentkezni a felejtés tünetei: lassacskán mindent elfelejtenek. A faluba érkező Melchiades segít nekik egy varázsitallal. Az időközben megöregedett cigány Macondóban akar letelepedni, José Arcadio házában otthonra talál. Ezentúl a két férfi együtt kísérletezget.
Macondo lassan kilép az elszigeteltségből és az ismeretlenségből: egy napon megjelenik az Ember, aki harmonikán adja elő saját szerzeményeit, és a kíséretében egy kövér asszony, akit 4 ember hordoz hintaszékében. Vele van az unokája is, akinek minden éjszaka 70 férfival kell hálnia, hogy nagyanyja adósságát vissza tudja fizetni. Aureliano is bemegy hozzá, azonban annyira megszánja, hogy feleségül akarja venni. A lány másnapra eltűnik.
Úrsula hatalmas építkezésbe fog, hogy az immár felnőtt Aurelianónak, Rebecának és Amaranthának is helye legyen a közös fedél alatt. Az újraépített házat hatalmas bállal avatják fel: Úrsula gépzongorát vesz, amit egy olasz férfi, Pietro Crespi állít össze. Rebeca első pillantásra belebolondul a csinos olaszba: lassacskán esküvőjüket tervezgetik. Aureliano is szerelembe esik a faluba vezényelt corregidor, don Apolinar Moscote legfiatalabb, Remedios nevű lányával. Bátyját követve, ő is Pilar Ternerához menekül kétségbeesett szerelmében: a nő férfivá teszi és megígéri neki, hogy közbenjár a lánynál. Évek múlnak el, mire a lány eladósorba kerül, ekkor kerül sor a menyegzőre. Melchiades meghal.
Pietro és Rebeca házassága egyre messzebb tolódik, ahogy telik az idő Amarantha is szerelmet vall az olasznak, és megfogadja, hogy csak az ő holttestén át lehetnek egymáséi. Az esküvő előtti éjszakán egy titokzatos levél jön, mely anyja halálos ágyához hívja Crespit, majd amikor már úgy tűnik, hogy semmilyen akadály nem lehet, meghal Remedios, aki ikreket vár. A gyászév leteltéig nem tarthatják meg az esküvőt. Ekkor toppan be váratlanul José Arcadio, aki az elmúlt években kalózokkal járta be a világot. Azonnal magába bolondítja Rebecát, s a szülők haragja elől menekülve elszöknek és Macondo szélén vesznek egy kis házat. Pietro ekkor Amaranthának kezd udvarolni, azonban az öregedő lány kikosarazza. Crespi öngyilkosságot követ el, Amarantha pedig haláláig gyászt visel miatta.
Beköszöntenek a polgárháborús évek. Aureliano Buendia kinevezi magát ezredesnek és kicsiny csapatával belevezeti magát a háború forgatagába. A következő években 32 felkelést szervez, és 32-szer szenved vereséget. Híre bejárja az egész országot, a katonák felnéznek rá, éjszakánként fiatal nők szöknek be a sátrába, céljuk, hogy fiút szüljenek tőle. Az évek során 17 fia jelentkezik Macondóban: Úrsula mindegyiknek felírja nevét (mindegyik az Aureliano keresztnevet és anyja vezetéknevét kapta), majd útjukra bocsátja őket.
Macondo nehéz időket él: Arcadiót nevezik ki a falu parancsnokának, és ezzel elszabadul a pokol. Arcadio véreskezű diktátorrá válik, mindenkit besoroz és az ellenállókat kivégezteti. Végül szemet vet Pilar Ternerára, tulajdon anyjára is, aki azonban némi ravaszsággal a boltos fiatal leányával, Irgalmas Szent Zsófiával boronálja össze. Arcadio végül csúfos véget ér, előbb Úrsula veri el korbáccsal, mikor don Apolinar Moscotét akarja kivégeztetni, majd pedig a falut elfoglaló konzervatívok fogják el és ítélik halálra. Alig hajtják végre az ítéletet, már újabb kivégzésre készülnek: Aureliano Buendia ezredest hozzák a faluba erős katonai kísérettel, hogy ott állítsák a kivégzőosztag elé. Az utolsó pillanatban José Arcadio szétzavarja a felsorakozott osztagot, és ezzel újra kezdetét veszi a polgárháború. Nem sokkal José Arcadio titokzatos halála után üzenet jön Aurelianótól: figyelmezteti anyját, hogy vigyázzanak apjára, mert meg fog halni. A férfi ekkor már rémes állapotban van: teljesen megőrült, a kertben egy fához kell kikötni, hogy el ne tűnjön. José Arcadio Buendía halálának éjszakáján sárga virágok záporoztak az égből: maguk alá temetnek mindent, eltorlaszolják a kapukat.
Ebben a látszólag körben forgó, újra meg újra önmagába visszatérő időben az asszonyok jelentik az állandóságot: Úrsula apró, sürgő-forgó alakjával az ősanya, aki összefogja a családot, s igyekszik feloldani az Arcadiók és Aurelianók végzetes magányosságát.
Pilar Ternera a Buendíák egymást követő nemzedékeinek ágyasa; Amarantha, akinek hervadó asszonyisága megigézi a kamaszodó fiúkat: Aureliano és Pilar Ternera fiát, Aureliano Josét, aki nagynénje illatát és kutató ujjainak édességét keresi a kaszárnya körül járó, szerelmüket kínálgató fonnyadt nőkben, és a két ikertestvért, Második José Arcadiót és Második Aurelianót, akik addig cserélgetik nevüket, amíg saját maguk is belezavarodnak, s nem tudják, melyikük kicsoda. Így eshet meg először a család történetében, hogy a név nem határozza meg viselője jellemét és sorsát. Melchiades kamrájában az ötvösszerszámok fölé görnyedő Második José Aureliano egyszer csak kitör magányából, és a szép Petra Cotes oldalán átadja magát a tombolajátéknak és mulatságnak. Második José Arcadio viszont visszahúzódik a kakasai közé, a világtól elvonultan készíti fel állatait a viadalokra, és ugyanolyan képtelen ábrándokat kerget, mint valaha a városalapító José Arcadio Buendia. Meg akarja szervezni a hajózást a Macondo mellett csobogó folyócskán, és vasútról álmodik. A Petra Cotes mellett gyarapodó Második Aureliano pénzeli vállalkozásait. De a nagyszabású tervekből csak egy hajónyi örömlányra futja, akik némi színt visznek a mindennapokba.
Közben véget ért a polgárháború, és Aureliano Buendia ezredes visszatért kis kamrájába, ahol tucatszám gyártja a kis aranyhalakat, melyeket azonban nem ad el: amint kész van 25 darab, beolvasztja azokat, és elölről kezdi az aranyhalkészítést. Egyre kevésbé figyel a külső világra, se az ikrek bolondozásai, se az időközben hajadonná serdült Szép Remedios nyugtalanító szépségét nem veszi észre; a különc módra viselkedő, a házban meztelenül járó-kelő lány szent együgyűségét mély bölcsességnek tartja. Ebben az időben rendezik azt a véres karnevált, amikor az ünnepi zűrzavarban több tucat férfi és nő hal meg a katonák sortüzétől, mert Buendía ezredes párthívei újabb polgárháborút akarnak kirobbantani. Ekkor ismeri meg Második Aureliano Fernanda del Carpiót, akit szívós és kitartó munkával feleségévé tesz. Fernanda új szokásokat honosít meg a Buendia-házban: az ágyékánál lyukas hálóingben fogadja férjét minden este, aranybilibe végzi a dolgát, és szertartásos, fagyos hangulatú értekezletekre gyűjti össze a család tagjait. Második Aureliano ettől a fagyos előkelőségtől menekül Petra Coteshez, aki megbocsát neki és visszafogadja.
Aureliano Buendia ezredes 17 fia eljön Macondóba, és néhányan a településen maradnak. Tenni vágyás és vállalkozó kedv hatja át őket. Aureliano Triste vasutat épít, és a falu hamarosan bádogtetős barakktáborrá változik. Megjelennek az új idők csodái: a villanyvilágítás, a mozi és a gramofon; a környező vidékeken egy észak-amerikai társaság banánültetvényeket hoz létre. A gringók önkényessége felbőszíti Aureliano Buendia ezredest, s fenyegetőzni kezd, hogy a fiaival együtt kiűzi a betolakodókat. De a banántársaság által bérelt bérgyilkosok megölnek 16 Aurelianót; arról a hamukeresztről ismerik meg őket, amelyet valamikor Macondo papja rajzolt letörölhetetlenül a homlokukra. (A 17. Aureliano a sivatagba menekült, ahol indián felmenőinek hála egy törzs befogadta.)
Úrsula az utolsó évek zűrzavarában úgy érzi, mintha végzetesen felgyorsult volna az idő: szívós kitartással azon igyekszik, hogy mind jobban gyengülő szemével is el tudjon igazodni a házban: végül vakon is olyan biztonsággal mozog, mint látó korában – senki sem veszi észre, hogy megvakult. A hódolóira halált hozó Szép Remedios égbeemelkedésében rögtön felfogja a csodát, és búcsút int a vakítóan lobogó lepedők között felszálló leánynak, de Fernanda gyermekeiről el-elfeledkezik. Pedig José Arcadioból pápát, Meméből pedig híres klavikordművésznőt akart nevelni. José Arcadio élete örökös szorongások közt telik, kis sámliján a sarokba kucorodva retteg a fegyverektől, a vidámságtól, mindattól, ami Úrsula és Fernanda szerint a Buendia-kat a pusztulásba viheti. A távoli, szigorú kolostorban nevelkedő Memé viszont virgonc és szorgalmas lánnyá serdült, aki klavikordjátékával mindenkit elbűvöl, és az iskolai szünet idején 68 osztálytársnőjével jelenik meg, alaposan fölforgatva a család nyugalmát.
Meme utolsó nyári látogatása egybeesik Aureliano Buendía ezredes halálával. Már Amarantha is a szemfödelét szövi. Lassan nem csak a házat, hanem egész Macondót is a pusztulás hangulata lengi be.
A banántársaság önkényeskedései ellen tüntető munkásokat géppuskával mészárolják le. A társaságnál munkavezetőként dolgozó Második José Arcadio is ott van a tömegben. A halottakkal és haldoklókkal együtt őt is felhajítják arra a 200 vagonból álló szerelvényre, amely az éjszakában csendesen indult a tenger felé. Amikor a vonatról leugró José Arcadio visszatér Macondóba, senki nem akar tudni a sortűz nyomán odaveszett 3000 nőről és férfiról. A tömegmészárlás másnapján lassú cseppekben esni kezd az eső – 4 évig 4 hónapig és 2 napig hull Macondóra az eső. A roppant eső elmos mindent: a banánláz idején virágzó város kihalttá válik. Amarantha után meghal Úrsula is; töpörödött testét, amely az utolsó években Meme fiának, a kis Aurelianónak és Fernanda lányának, Amarantha Úrsulának szolgált játékszerül, egy aprócska ládába zárják. Úrsula a halála előtt 5 évvel próbálta utoljára kideríteni hány éves lehet, akkor úgy számolta, hogy 115 és 122 év körül járhat. Ezután jött a több mint 4 éves eső, aminek végén már tényleg úgy érezte, itt a halál. Aztán ez a halál röviddel ezután a magányba temetkezett Rebecát is elszólítja.
A vérengzés óta élőhalottként bolyongó Második José Arcadio foglalkozik Meme fattyúként kezelt fiával, akit a banántársaság egy gépszerelője, Mauricio Babilonia nemzett. Megtanítja olvasni, írni, és bevezeti őt Melchiades valamikori szobájába, ahol minden könyv és pergamen olyan tisztán és épségben maradt meg, ahogyan ő otthagyta. Ebben a szobában mindig március van és hétfő, bizonyítva, hogy José Arcadio Buendía mégsem volt teljesen bolond, mert felismerte azt az igazságot, hogy „az időt is érhetik zökkenők és balesetek, miáltal darabokra törhet, és otthagyja egy szobában valamelyik szilánkját”.
Második José Arcadio Melchiades pergamenjeire borulva hal meg, pontosan abban a pillanatban, amelyben testvérével végez a torkában nőtt daganat. A temetés általános vigadozásba csap át – a két fivér koporsóját összecserélik.
A család a mindennapi életből kiközösített Aureliano naphosszat Melchiades jegyzeteit bújja. A ház elnéptelenedik; az életét árnyékként leélő Irgalmas Szent Zsófia elvándorol egy távoli nővéréhez. A láthatatlan orvosokkal levelező Fernanda úgy érzi, kísértetek veszik körül. A tárgyak el-eltünedeznek, és minden szegletből a rég elhaltak szellemei jönnek elő. Amikor José Arcadio megérkezik Rómából, Fernanda a legszebb ruhájában fekszik baldachinos ágyán felravatalozva: Aureliano balzsamozza be testét a Melchiades könyveiből vett tudás segítségével. José Arcadio eladogatja a család ezüstjeit, ebből tengeti napjait; egyetlen szórakozása, hogy a környék gyerekeit csődíti össze játszani az udvarba. Hancúrozás közben fedezik fel azt a kincset, melyet Úrsula réges-rég, a ház átépítése során, Szent József egy életnagyságú gipszszobrában elrejtve talált. De José Arcadio nem tud mihez kezdeni a sok pénzzel: nem akar visszamenni Rómába, hogy folytassa ottani kicsapongó életét: kicsempézteti a házat, és egy hatalmas fürdőmedencét építtet, ahol 4 fiatal barátjával pezsgőben fürdik. Ez a 4 fiú mászik be hozzá egy reggel és öli meg az aranyért.
A teljesen magára maradt Aurelianóhoz decemberben váratlanul beállít Amarantha Úrsula, aki selyempórázon vezeti maga után dúsgazdag belga férjét, Gastont. A nő hamarosan betölti az egész házat, és bár semmi kapcsolata a pusztuló Macondóval, úgy dönt, hogy élete végéig itt marad. Gaston elhatározza, hogy közvetlen repülőjáratot indít Macondo és Belgium között. De az Európából kért két repülőgép különböző félreértések miatt Tanganyikán köt ki. Gaston Európába, majd Afrikába utazik, hogy visszaszerezze a gépeket. Távozását sem Aureliano, sem Amarantha Úrsula nem bánja túlságosan. Ekkoriban tetőzik őrjöngő szerelmük, amelynek az sem szab határt, hogy tudják, vérfertőzést követnek el. De rokonságuk fokát sehogyan sem tudják megállapítani, bármennyire is kutatnak utána a templom anyakönyvei között. Féktelen szerelmük gyümölcsének világra hozatalába Amarantha Úrsula belehal, és ágyékából megállíthatatlanul felbuzgó vérpataktól elvérzik. A fájdalomtól félőrült Aureliano sorsára hagyja az újszülöttet, amelyen beteljesedik a Buendíák felett lebegő végzet – a malacfarkú porontyot másnap hajnalra fölfalják a hangyák. Aureliano előtt ebben a pillanatban világosodik meg azoknak a pergameneknek a mottója, amelyeken 100 évvel korábban Melchiades aprólékos részletességgel leírta a család történetét: „Nemzetség sorában fához kötve van az első, és hangyák falják fel az utolsót.” A Buendíák utolsó sarja a szobájába zárkózva olvassa végig családjának szanszkritül írt históriáját, amelynek páros sorait Augustus császár magánhasználatú titkosírásával, a páratlanokat pedig a spártai katonaság módszerével rejtjelezve írt Melchiades.
Amikor az utolsó lapokhoz érkezik, feltámad a szél, ezért gyorsan átugrik néhány oldalt, hogy saját származására fényt derítsen: de ekkor a szél második rohamának cikloni ereje már kitépte az ajtókat és az ablakokat, s amikor megtudja, hogy Amarantha Úrsula nem a nővére volt, hanem a nagynénje, s hogy „Francis Drake csak azért támadta meg Riohachát, hogy ők ketten a vér legtekervényesebb labirintusain át egymásra találjanak, és világra hozzák ezt a mitológiai állatot, mely majd véget vet a nemzetségnek” – Macondo már romokban hever a mitikus erejű orkán örvényében. Amikor pedig kihagy néhány sort, hogy a jóslatok elébe vágva megtudja, mikor és hogyan hal meg, már érzi, hogy soha többé nem lép ki a szobából, mert „úgy volt elrendelve, hogy a tükrök városa szétszóródik a szélben, és kihull az emberek emlékezetéből, mihelyt Aureliano Babilonia végez a pergamenek megfejtésével, és hogy mindaz, ami írva vagyon bennük, öröktől fogva és mindörökre megismételhetetlen, mert az olyan nemzetségnek, amely száz év magányra van ítélve, nem adatik még egy esély ezen a világon”.

## Szereplők

### Első generáció
José Arcadio Buendía
José Arcadio Buendía a Buendía családfő és Macondo városának alapítója. A férfi feleségével, Úrsulával együtt elhagyja korábbi lakóhelyét Riohacha tartományában, hogy megszabaduljon Prudencio Aguilar szellemétől, aki a halála után is visszajár. Egy éjszaka álmot lát egy tükörvárosról, és úgy dönt, hogy a folyó mellett alapítja meg Macondót. José Arcadio Buendía kíváncsi, de befelé forduló természetű. Több időt tölt a műhelyében, mint a családjával, és a legjobban a vándorcigánnyal, Melchiadesszel érti meg magát. Alkímiát és asztronómiát tanul, de kísérletei a cigányok találmányaival sorra kudarcba fulladnak. A családból egyedül kisebbik fia, Aureliano foglalkozik ötvösködéssel. A családfő később eszét veszti, és kikötözik egy gesztenyefához. Ott tartják életben évekig, napjait tengetve etetik, székletére hamut szórva. Halála után szelleme visszajár ehhez a fához.
Úrsula Iguarán
Úrsula Iguarán a családanya, José Arcadio Buendía felesége és unokatestvére. Több generáción át vezeti a Buendía háztartást, és megéri a százéves kort. Saját üzletet vezet, amely cukorállatkákat és péksüteményeket készít. Erős akaratú és kitartó, gyakran jár ott sikerrel, ahol a férfiak kudarcot vallanak. Ő találja meg végül a kiutat a külvilágba Macondóból. Úrsula retteg attól, hogy utódai disznófarkat növesztenek, ugyanis a nemzedékek visszatérő jellemzője, hogy családon belül házasodnak. Mikor Fernanda megérkezik a családba, Úrsula kezéből kiveszi az irányítást, és az asszonynak már nincs akkora tekintélye. Öregkorára megvakul, de megtanul boldogulni egészen addig, míg szenilitásában elveszti a valóságérzetét, és a kis Aureliano és Amaranta Úrsula játékszere lesz. Megéri tehát annak a két utódjának életét akik vérfertőzéséből kifolyólag kihal a Buendía nemzetség. Saját maga a korát a 4 éves eső előtt 115-122 évre tette, s amely eső után Nagycsütörtök virradóra meghal.

### Második generáció
José Arcadio
José Arcadio Úrsula és José Arcadio Buendía legidősebb gyermeke. A fiú makacs és lobbanékony, amit az apjától örökölt. José Arcadio viszonyt kezd Pilar Ternerával, akit teherbe ejt. Mikor erről tudomást szerez, megszökik a cigányokkal. Évekre eltűnik, majd egy napon beállít teletetoválva, és elárulja, hogy kalózként körbehajózta a földet. Markáns érkezésekor Rebeca azonnal beleszeret, és faképnél hagyja vőlegényét, Pietro Crespit. A család kitagadja őket, ezért elköltöznek. Az idő múltával a kalózok között harcedzett, hatalmas, erős akaratú férfi a családjában, Rebeca árnyékában papuccsá válik. A falubeliek földjére azonban önkényesen sarcot vet ki, nem egy esetben tulajdonjogokat is magára íratva. José Arcadio később megakadályozza, hogy öccsét, Aurelianót kivégezzék a konzervatívak, de az életéért fizet vele. Munka után hazatérve, házában rejtélyes módon lövést kap, abba hal bele. Sírja évekig lőporszagot áraszt, mígnem egy nap gyárat építenek föléje. 
Aureliano Buendía ezredes
Az egyik legjobban kidolgozott karakter a regényben. Aureliano José Arcadio kisöccse, aki apja mellett kitanulja az ötvösművészetet. A fiú úgyszintén futó kalandba keveredik Pilar Ternerával, aki egy fiút szül neki. Aureliano a forradalom hírére háborút indít a konzervatívak ellen, amelyet csak öreg korára fejez be. Kezdetben a fennálló rendet támogatja, de látva annak kétszínűségét, választási csalását, beáll a liberálisok táborába. Az országban, a sőt az egész térségben fogalommá, szimbólummá válik, harci cselekményeit legendák övezik. Elfogják, halálra ítélik, de Macondóba tett kivégzését húzzák-halasztják majd mikor épp megtennék, bátyja határozott fellépésére megmenekül. Újra a háborúba veti magát, eltűnik a faluból, csak ritkuló hírek sejtetik, még él. Szerencse is szegélyezi útját, több merényletet túlél, mérgezést, sőt, egy öngyilkossági kísérletét is kiheveri. A hónaljában állandó jellegű kelések kínozzák. A háború alatt tizenhét fia születik tizenhét különböző nőtől, akit a táborába küldtek be. A hosszú háború kikezdi idegeit, paranoid diktátorrá válik, sorra löveti főbe társait, vélt és valós ellenfeleit egyaránt. A háborút lezáró béke diktátumát még aláírja, de aztán magára is fegyvert emel: szívlövés az e célra tartogatott golyóval. Orvosa azonban megmenti, ezután minden hatalmát vesztve visszahúzódik a szülői házba, a fejében egymást kergetik az emlékek. Szidták-átkozták a faluban háborúpártiságáért, ezért ki sem mozdult, öngyilkossági kísérlete azonban helyreállítja tekintélyét. Ennek ellenére otthon ülő, magába forduló, zárkózott öregemberré válik, aki újra az ötvösművészetbe temetkezik, aranyhalakat gyárt. Néhanapján fellángol benne a régi katona, egy-egy politikai hír vagy gyilkosság hallatán, de ezek már egy vénember leintett morgolódásai csupán. Egy nap hátramegy vizelni egy fához, ott éri a halál.
Amaranta
Az egyik legjobban kidolgozott karakter a regényben. A lánytestvér, a klasszikus vénlány, annak minden tulajdonságával felvértezetten. Kezdetben nem így indult az élete, de aztán világát végig szegélyezi Rebecával való versengése, amire nyilvánvaló győzelme sem tesz pontot. Szidja, átkozza fogadott testvérét, annak önkéntes száműzetése után is. Aztán újabb vetélytársa akad, a szép Fernanda lesz egyre befolyásosabb a családban. Mindinkább idősödve kiszorul a döntésekből, és magányosan kézimunkázva zsörtölődik egész nap a verandán.

### Harmadik generáció
Arcadio
José Arcadio és Pilar Ternera szenvedélyes, titkolt kapcsolatából születő gyermek. Ternera, szokása szerint hazaadja az apa családjához, de Úrsula a család teljes jogú tagjaként kezeli, s neveli. Apja külső és belső vonásait örökli, magas, erős férfivá érik, és lobbanékony természetével is az apjára ütött. Belső magányával, kívülállóságával azonban magában végig viaskodik, mások levetett ruháit hordva. A kitörő háború a falut is felbolygatja, Aureliano nagybátyja harcba indulva elhagyja a falut, és rábízza a helység további irányítását. Ezzel váratlanul elszabadul a pokol. Arcadio véreskezű diktátorrá válik, rendeletekkel diktál, állatokat koboz el, kalodába záratja az ellenszegülőket, a többieket besorozza, az ellenállókat kivégezteti. Az iskolát kaszárnyává alakíttatja, ott halmozza fel zabrált értékeit. Végül szemet vet Pilar Ternerára, tulajdon anyjára is, aki azonban némi ravaszsággal a boltos fiatal leányával, Irgalmas Szent Zsófiával boronálja össze. Tőle lánya születik, majd az asszony ikrekkel lesz terhes. A gyermekeket már Úrsula nevezi el, mert azok születése előtt Arcadio végül csúfos véget ér, előbb Úrsula veri el korbáccsal, mikor don Apolinar Moscotét akarja kivégeztetni, majd pedig a falut elfoglaló konzervatívok fogják el és ítélik halálra. A falu temetőjénél kivégzik.
Aureliano Jose
Aureliano és Pilar Ternera is elháltak egy szenvedélyes vonzalmat, ennek gyümölcse lett Aureliano Jose, akit szintén a Buendia család fogadott be, és nevelt fel. A már ritkán hazalátogató katonaezredes apa nyomán először játék szintjén, majd egyre komolyabban gyakorolja a katonáskodó formulákat. Aztán egy éjjelen a titokban megint megjelenő apjával együtt elszökik, és ő is háborúviselt lesz. Ebből hazatérve már határozott véleménye lesz a világ dolgairól, és egy rutin motozásnak egy mozielőadás előtt ellenszegül, ez elől elfutva lelövik. Kisebb zavargás tör ki: a motozó, lövöldöző katonákat szitává lövik, de ez rajta nem segít, sérüléseibe belehal.
17 Aureliano féltestvér
Buendía ezredes fiai. A háború alatt szokássá vált, hogy a nagy harcosok sátrába nők kéredzkednek, hogy gyermekeket nemzve így vigyék tovább a hősi vérvonalat. Az ezredesnek így 17 fia született szerte az országban. Ezek, egymásról nem tudva, egyszerre érkeztek meg Macondoba, mikor hírül ment, hogy a háború múltával kitüntetik az öreg obsitost. Az ezredesről utcát neveznek el, háromnapos vigasság kerekedik, melynek része lesz egy hamvazószerdai mise is, ahol letörölhetetlennek bizonyuló hamukeresztet kapnak a homlokukra. Amaranta elérhetőségüket szépen lajstromba szedi, de aztán újra szétszélednek. Név szerint páran kerülnek említésre:
- Triste: Macondoban marad és megvalósítja a családfő régi álmát, felépíti a jéggyárat. Rányit a vegetáló, elfeledett Rebecára is, annak sorsát látva házát felújítja. Fejébe veszi továbbá, hogy vasutat épít a faluhoz. Hosszú, áldozatos munkával megvalósítja, ezzel felteszi Macondot az ország gazdasági térképére.

- Centeno: Visszatér a faluba ő is, beáll a jéggyárba, annak teljesítményét munkabírásával igencsak feljavítva.
- Serrador és Arcaya: idővel együtt visszatérnek és letelepednek a faluban.
- Amador: Egyedül ő élte túl a 17 fiú utáni halálos hajszát, évekig a dzsungelbe menekülve. A regény végén megjelenik a házban nyugalomra vágyva, de már nem ismerik fel, elkergetik. Az őt évek óta üldözők ekkor érik be, s golyót röpítenek hamukeresztes homloka közepébe.

### Negyedik generáció
Remedios
Még apja idejében megszületett, azt pár hónaposan elvesztve. Már gyerekkorában látszott feltűnő szépsége. Ehhez társult gyermeki naivsága, amit felnőttként is megőrzött, már-már együgyűségbe hajlón. Természetességéből fakadóan otthon előszeretettel mászkált meztelenül mindenki szeme láttára, azonban a városba kilépve már csak lefátyolozva láthatták az epekedő férfiszemek. Szépségkirálynőnek is kikiáltották egy helyi fesztiválon, ami (nem miatta) egy lövöldözésbe torkollott. A szerelem elkerülte, és idővel elkezdte körüllengeni egy baljós misztikum, egy átok. Eszerint életével fizet, aki közel kerül hozzá. Így járt egy házát őrző testőr katona (holtan esett össze), egy messziről jött nemes ember (elzüllötten meghalt), egy fürdés közben őt megleső vendég (leesve fejét betörte), valamint egy banánültetvényen dolgozó, őt zaklató munkás is (egy ló agyonrúgta).
José Arcadio Segundo
Ikerként apja halála után született. Testvérével megtévesztésig hasonlítottak egymásra, amit együtt ki is használtak.  Identitásukat egymás között folyton cserélgetve hozták zavarba környezetüket és az egész családot. Egyformán éltek, ettek, mozogtak, megérezték egymás érzéseit. Felnőve azonban markánsan kettévált egyéniségük, talán a háború hatására. Míg egyikük kivégzésekre kéredzkedett, a másik az erőszakot elutasítva rendezte be életét. A visszahúzódó Arcadio Segundo kakasviadalok világában érvényesül.  
Aureliano Segundo
Ikerként apja halála után született. Testvérével való hasonlóságukat kezdetben csak játékra használták, pl. felváltva bújtak a lányok ágyába, azokat is tévedésben tartva. Aztán már ők maguk sem tudták ki-ki is volt valójában, és játékuk végére nem is biztos, hogy a jó neveket vették vissza magukra. Ezt állítja a család is, mert a felmenőik keresztneveit használva, pont azok ellentett személyiségei lettek. Egy, a faluban rendezett bál alkalmával ismerkedik meg későbbi feleségével, annak életét megmentve. Összeházasodnak, de szeretőjét is megtartja.  

### Ötödik generáció
Amaranta Úrsula
Aureliano Segundo és Fernanda lánya. 
José Arcadio
Aureliano Segundo és Fernanda fia. Papnak szánják, neveldébe adják, majd Rómában tanul. Ott az iskolát nem veszi komolyan, de az otthoniakat erről megtéveszti. Hazatér anyja ravatalához, mikor már egy vasa sincs, de csak egy kihűlt, lepusztuló ház várja. Azonban a szerencse mellé szegődik, megtalálja a rég elásott, és eddig hiába keresett kincset és fékevesztett dorbézolásba kezd. A maga köré gyűjtött cimborák aztán megölik az aranyért egy hűvös hajnalon. 
Renata Remedios
Aureliano Segundo és Fernanda másik lánya. Irgalmas nővérek iskolájában nevelkedik, ott is végez, és klavikord művésszé is ott válik. Hazatérve fellépéseken vesz részt, keresi helyét a közösségben. A férfiakkal nem tud mit kezdeni, de aztán Pilar Ternera tanácsait meghallgatva átadja magát a szerelemnek és titkos viszonyba keveredik. Ez balul üt ki, szerelmét gerincen lövik és ő ettől fogva többet nem szólal meg. Némán veszi azt is tudomásul, hogy anyja ezután beadja az ő gyerekkori apáca neveldéjébe a messzi távolban. Ekkor már terhes, ott megszült gyermekét az apácák hazaadják Macondoba, ahol megtűrtként kezelik, rejtegetik. Ő továbbra is néma apáca marad, eltűnik a regényből. Életét leélve öregen hal meg egy távoli krakkói kórházban. 

### Hatodik generáció
Aureliano Babilonia
Renata Remedios és egy helyi gépszerelő, Mauricio Babilonia titkos légyottjainak gyümölcse. Létezését eleinte titkolják, rejtegetik. Visszahúzódó, csendes gyermek, majd tisztelettudó művelt felnőtt lesz. 

### Hetedik generáció
Aureliano
Amaranta Úrsula és Aureliano Babilonia mély szerelmének gyümölcse. A nemzetség utolsó tagja, egy napig él csupán. Anyja belehal a szülésbe, ettől apja eszét vesztve elrohan otthonról. A magára hagyott malacfarkú újszülöttel teljesül be a melchiadesi jóslat: hangyák falják fel, utolsóként. 

### Visszatérő szereplők
Melchiades
A falut időnként felkereső vándorcigányok egyike. Látványos, tudományos mutatványaival felkelti a családfő, José Arcadio Buendía figyelmét, aki követője, és társa lesz a tudomány legújabb vívmányainak kergetésében. Együtt elmélkednek a tudományos nóvumokról, jegyzetelnek, jövőképeket festenek. Széles a paletta: a jéggyártástól az alkímiáig terjed tevékenységük. Kezdetben Melchiades folyton vándorol, továbbáll a mutatványos táborral, majd hosszasan eltűnik, tán meg is halt; jönnek róla a hírek. Aztán egy nap feltűnik szekerén, öregkorára behúzódna a Buendía házba. Saját lakrészt kap, ahol újra fellángol a tudósmunka az öregek keze alatt. Dagerrotípiákkal örökítik meg a jelent, de aztán megjelenik a csendes elmúlás, és az egyre kevesebbet kommunikáló és azt is leginkább érthetetlenül motyogó vénember már csak naphosszat ücsörög és megfejthetetlen sorait rója pergamenjeire. Elhanyagolt öregségének szaga, "mint az alvó állaté", egyre kellemetlenebb, így egyre gyakrabban viszik le a folyóhoz fürdetni. Itt egy nap elragadja a víz, és csak másnap adja vissza, felpuffadt hasán keselyű ül. 72 órás higanyhevítéssel azért még megpróbálják feltámasztani, de aztán ő lesz az első halott a faluban, miatta kell kijelölni a temetőt. Óriási pompával kerül végső nyughelyére. Megüresedett kamrájában eztán megáll az idő, papíruszokkal teleírtan gazdátlanná válik, de tisztelik és generációkon át érintetlenül hagyják. Titkosírással rótt sorait hasztalan nézegetik, pedig bennük az egész család sorsa megjövendölésre került. De ez csak az utolsó Aureliano számára derül ki, aki megfejti végül, hogy mindvégig ott volt a kamrában megírva Macondo és minden egyes Buendía sorsa, végzete. 
Pilar Ternera
A vonzó, ellenállhatatlan nőtípus megtestesítője, a Buendíák egymást követő nemzedékeinek ágyasa. Megjelenése, nevetése, füstös illata afrodiziákumként hat a férfiakra, akiknek társaságát ő maga is keresi. Szívesen látott vendég a Buendía házban, amikor épp nincs kitiltva. Élete végigkíséri a család generációit. Többek szeretője, és Buendía gyermekek anyja lesz. Kártyajóslatai végigkísérik a nemzetséget, még agg korában is kikérik tanácsait. Idős korára fényét vesztő riasztó kövér öregasszonnyá válik és bordélyházat vezet. Saját életkorát 145 éves koráig tartja számon, aztán még ellátja tanáccsal az utolsó Buendíát, Aureliano Babiloniát, és örökre elalszik bordélyházi karosszékében. A házban is temetik el, székében ülve. Halála és a bordély felszámolása elindítja Macondo település végső haláltusáját.
Rebeca
Árvalányként kerül a családhoz ahol befogadják és teljes értékű családtagként kezelik. Elhunyt szülei csontjait magával hozza egy zsákban, ami ide-oda sodródva a házban babonás bonyodalmakat kelt. De nem ez az egyetlen furcsaság vele kapcsolatban: a falról a meszet, valamint a földet eszi, ha épp bánatos. Felnőve egyfajta vetélkedés alakul ki közötte és Amaranta között, aminek egyik fontos motivációja a zongorahangoló Crespi iránt érzett szerelmük. Ármány és szerelem, hamisított levelek és mérgezés szítja közöttük a gyűlöletet. Hirtelen fordulatot hoz viszont José Arcadio hazatérése: a tekintélyes férfivé érett féltestvér pillanatok alatt magába bolondítja Rebecát, aki eljegyzését fel is bontja Crespivel. Összeköltöznek de később, a férfi rejtélyes halála Rebecát is megviseli, azt magára véve remeteként elvonul a családtól, azok csak találgatják, élhet e még. Eltűnik a regényből. Néha látni még szolgálóját, aki önként vállalta vele a magányt. Úrsula után fél évvel hal meg, rom háza menthetetlen. 
Remedios Moscote
Az öreg Moscote ezredes hét lánya közül a legfiatalabb, akit Aureliano - átjárva hozzájuk - szerelmével ostromolt. Nagykorúságát épp betöltve már össze is házasodtak. Rövid és örömteli együttélésüket egy ikerterhesség szerencsétlen kimenetele zárja le, melybe belehal. Emléksarkot rendeznek be házban képével és égő mécsessel, melynek lángját aztán a család évtizedekig őrzi, táplálja.
Petro Crespi
Egy Olaszországból elszármazott zongorahangoló, aki a család által vett gépzongorát jött üzembe helyezni. Hetekig dolgozik rajta, ezalatt a ház két lánya is szerelmes lesz olajozott, szőke fürtjeibe. Dolga végeztével távozik, de a lányok szerelmüket feltárva, visszatérésre bírják, letelepedik Macondóban. Komoly egzisztenciát alakít ki, testvérével hangszer és óraboltot vezetnek. Magánélete azonban bonyolódik, halálos fenyegetésekkel tarkított szerelmi háromszög alakul ki, s húzódik, anélkül, hogy megoldódna. Sodródik az eseményekkel, többször kitűzött esküvők maradnak el, telik az idő. Aztán menyasszonyát a hirtelen visszatérő, és férfiasságtól duzzadó José Arcadió pillanatok alatt magába bolondítja, így jegyessége megszakad Rebecával. Amarantával vigasztalódna de ő is már mint házibarát tekint rá, ki is kosarazza. Ettől összeomlik, megöli magát, ereit felvágja boltjában.
Petra Cotes
Egy tombolaárus pár nőtagja, aki a faluba került és ott ragadt. Viszonyba kerül mindkét Segundóval, tudtán kívül cserélődtek nála az ikrek. Aztán Aureliano Segundo szeretője marad, az után is, hogy ő mást választ. Azt suttogják róla, hogy a család gazdag haszonállat szaporulatát  az ő mágiájának köszönhetik. Ajtaja és ágya mindig nyitva áll a kicsapongó Aureliano Segundo előtt, aki ezt kihasználva kétlaki életet él. Igaz, néha összekapnak, a férfi cuccai ilyenkor látványosan utcára kerülnek, de aztán minden visszazökken a régi édeshármas kerékvágásába. Élteti és élvezi, hogy második lehet, sőt még anyagilag is támogatja a megcsalt asszonyt, így élve ki vélt erkölcsi felsőbbrendűségét. 
Fernanda del Carpio
Az egyik legjobban kidolgozott karakter a regényben. Egy álarcosbál alkalmával jelenik meg Macondoban, és az ott kialakult zűrzavarból Aureliano Segundo menti ki. A szépséges lány ezután hazajut, de Segundo utána megy, felkutatja, és szüleitől feleségül kéri. Az elszegényedett nemesként élő szülők kongó kastélyukban temetési koszorúkkal keresik kenyerüket. Apácazárdában elszigetelve nevelték lányukat, de beleegyeznek a házasságba, fényűzőn kelnek egybe a fiatalok. Onnantól tovább is erőn felül támogatják az ifjú házasokat. Évenként érkezik tőlük a karácsonyi ajándékláda kacatokkal telve, amik valójában már az elaggott kastély utolsó berendezési tárgyai. Aztán végül a családfő holtában feladja magát az utolsó ládában, és korpusza tesz pontot a messziről jött, s várt éves ajándékok sorára. Amarantával kezdetektől fogva szemben áll, megindul közöttük egy harc a család befolyásáért. Amaranta öregen a perifériára szorul, de ő sem ünnepelhet, fiatalsága, szépsége, vélt előkelősége a múlt homályába veszik. E feletti keserűsége tovább keményíti jellemét, dühkitörésevel rettegésben tartva a házat. 
Fernando del Carpio
Aureliano Segundo apósa lesz Fernanda lánya révén az elszegényedett nemes.   
Prudencio Aguilar
A történet elején a friss házasokat gúnyolva kiváltja José Arcadio Buendía haragját aki emiatt egy lándzsával megöli. Ezután menekülnek a dzsungelbe, majd vándorlásuk után alapítják meg Macondot. Ettől még a halott a családfő álmaiban/gondolataiban gyakran visszatérő kísértet lesz. Melchiades halála után tőle a túlvilágon megtudva gyilkosának új lakhelyét, már a való életben is kísérti az agg családfőt. 
Nicanor Reyna atya, a falu papja
A lápvidékről egy tó túloldaláról járt át esketni, így csodálkozott rá a falura, benne erre a gazdátlan nyájra. Visszatért, templomot épített, térítésbe kezdett. A háború alatt májbetegsége ágyhoz kötötte, már csak onnan tudta követni az eseményeket. Csodatétele volt, hogy levegőbe tudott emelkedni. 
Santa Sofia de la Piedad
Arcadio felesége, a visszahúzódó, folyton csendes asszony. 
Mauricio Babilonia
Egy hely gépszerelő, aki rövid, tragikus szerepet kapott a regényben. A szépséges Renata Remedios (Reme) titkos szeretője lesz. Furcsa ismertetőjele, hogy pillangók repdesnek körülötte, bármerre jár. A lánnyal titokban a ház fürdőszobájában találkozik, de annak anyja ezt megneszeli, és tyúktolvajnak kikiáltva lelöveti. A gerincét ért lövés ágyhoz kötve lebénítja. Kikerül a regényből, magányosan éli le életét.

## Jelentéstartalmak
A regény csak látszólag egy család, a Buendíák története, valójában azonban sokkal mélyebb jelentéstartalmat hordoz: a műben az emberiség fejlődéstörténete is felfedezhető; a szülőföld elhagyása és az út Macondo felé értelmezhető a Paradicsomból való kiűzetésként, illetve a negyvenéves pusztai vándorlásként. A regény a vadkapitalizmusban ér véget, az író saját bevallása szerint 1928-ban, a nagy kolumbiai munkásmegmozdulás évében. Ez a "fejlődés" adja a regény kompozíciójának alaprétegét.
A regény másik, alárendeltebb szerkesztési elve az a törvény, meggondolás, hogy a világban a történések egymást ismételhetik. Ezt először az agg Úrsula sejti, aki meg is ijed ettől, de a cselekménysorozatok vissza-visszatérő láncolata, ill. a családon belüli testi-lelki hasonlóság, vagy akár a nevek ismétlődése során erről mi is meggyőződhetünk. A regényben a történelem nem objektív, nem tárgyilagos – például a polgárháború során szinte semmit sem tudunk meg a másik, konzervatív oldalról –, hanem azt mindig a szereplők sorsán keresztül mutatja be.
A veszély, amire Márquez figyelmeztetni akar: a magányosság. A Száz év magány az egymástól való elidegenedés keserű folyamatát, gyilkos következményeit tárja fel. A Buendía hatalmas család volt, mégsem voltak igazán boldogok. Ez a társas magány nem csak a családra, hanem a párkapcsolatokra is jellemző: elhidegülés, elköltözés, boldogtalanság az, ami beárnyékolja a szerelmeket. És ez, a társas magány nem csak latin-amerikai probléma, hanem az egész 20. századi világra jellemző. Az író megpróbál választ adni erre a problémára: a kultúra, a történelem egyedül helyes útja az egymáshoz való közeledés.
A "sohasem tudta meg" és az "ekkor látta utoljára" folyton visszatérő fogalmak, melyek súlyos és nyomasztó szerepeket kapnak a regényben.

## Idővezetés
A Száz év magány "modern" regény: az idővezetése nem lineáris. A mű is így kezdődik: "Hosszú évekkel később, a kivégzőosztag előtt, Aureliano Buendía ezredesnek eszébe jutott…". A "hosszú évek" mintegy száz oldalt jelent, s közben észre sem vesszük, hogy "eszébe jutott". Az író több helyen él ezzel a technikával: gyakran észrevétlenül ugrunk előre vagy vissza néhány évet, és néhány mondat, szó csak később nyer valódi értelmet (pl.: a "kivégzőosztag"). Az időtartam sem racionális jelentéshordozó a műben: így olvashatunk például húsz napos lagziról és négyéves folyamatos esőzésről. García Márquez a tájleírásokban csak a legszükségesebbekre szorítkozik. Macondóról is csak azt tudjuk, hogy egy folyó partján fekvő őserdei, civilizációtól távoli kis falu, néhány vályogházzal.

## Családi kapcsolatok
Egy-egy nevet több személy visel, és ezek ismétlődnek, ami első pillanatra kuszává, zavarossá teheti az olvasást, holott az író csak a hagyományos dél-amerikai társadalom szülők, nagyszülők iránti tiszteletét, a szokásos névadást mutatja be olvasóinak. A fiúkat José Arcadiónak, Arcadiónak, Aurelianónak, Aureliano Josénak, a lányokat pedig Úrsulának, Remediosnak, Rebecának, Amarantának, Amaranta Úrsulának nevezik Buendíáéknál. Ez ellen csak a "modern", Európában nevelkedett Amaranta Úrsula próbál valamit tenni, szeretné, ha az utolsó Buendíát Rodrigónak neveznék, ám az apa ragaszkodik a hagyományos Aurelianóhoz.
Aureliano Buendía ezredes központi figura a regényben, hosszú ideig az ő történetét olvashatjuk, és már azt hihetjük, a regény az ezredes életének eseményeit mutatja be, de nem, mert a történet az ő halála után is folytatódik. Külön említésre méltó jóstehetsége: előre megmondja a kis Rebeca érkezését, és saját halálának körülményeit. Jellemfejlődése az egyik legjobban kimunkált folyamat a regényben, kezdve a ábrándos lelkű igazságkereső ifjútól a paranoid diktátorig, akinek egyetlen szavától függ élet és halál.

## Magyarul
- Száz év magány. Regény; ford. Székács Vera, bev. Kulin Katalin; Magvető, Bp., 1971 (Világkönyvtár)